# 東郷吉太郎

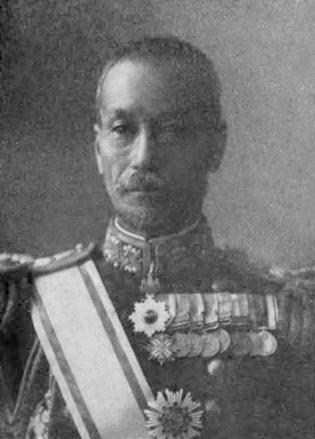
東郷吉太郎

東郷 吉太郎（とうごう きちたろう、旧字体：東鄕吉太郞、1867年1月19日（慶応2年12月14日） -  1942年（昭和17年）10月26日）は、日本の海軍軍人。最終階級は海軍中将。東郷重弘の次男、東郷重友を家祖とする東郷氏8代目当主。東郷平八郎元帥の甥に当たる。

## 経歴
薩摩藩士・東郷実猗の息子として生まれる。1886年12月、海軍兵学校（13期生）を卒業し、1888年11月に海軍少尉任官。日清戦争では「大島」分隊長として出征した。その後、「松島」砲術長、「富士」砲術長、「初瀬」回航委員（英国出張）、「操江」艦長、皇族附武官（依仁親王附）などを歴任。
日露戦争時は、「朝日」副長として日本海海戦などに参戦。「高雄」艦長、「和泉」艦長、「見島」艦長、「笠置」艦長、横須賀海軍工廠検査官、台湾総督府海軍参謀長などを経て、1912年12月、海軍少将に進級。海軍砲術学校長、第一戦隊司令官を歴任。日独戦争では臨時南洋群島防備隊司令官として出征した。
1916年12月、海軍中将となった。鎮海要港部司令官兼臨時建築部支部長、海軍将官会議議員を務め、1919年12月に待命。1920年8月、予備役、1926年12月、後備役を経て、1931年12月に退役した。
1922年、鹿児島第一中学（現・鶴丸高校）において「幕末期に日本沿岸に来航した異国船」を論じた際、資料として名越左源太の日記『見聞雑事録』の安政五年の項に描かれた、奄美大島子宿村沖に現れたアメリカ船のスケッチを提示する。同席していた教諭で生物学者の永井亀彦は、その絵が著者不明だった『南島雑話』の作風との酷似に気が付き、『南島雑話』の著者は名越左源太だと確信したというエピソードがある。

## 栄典
位階
- 1891年（明治24年）12月14日 - 正八位[3]
- 1893年（明治26年）1月31日 - 従七位[4]
- 1895年（明治28年）11月26日 - 正七位[5]
- 1898年（明治31年）9月10日 - 従六位[6]
- 1902年（明治35年）12月25日 – 正六位[7]
- 1907年（明治40年）11月30日 - 従五位[8]
- 1913年（大正2年）2月10日 - 正五位[9]
- 1916年（大正5年）12月28日 - 従四位[10]
- 1920年（大正9年）8月20日 - 正四位[11]

勲章等
- 1895年（明治28年）
  - 11月18日 - 明治二十七八年従軍記章[12]
  - 11月30日 - 勲六等単光旭日章[13]
- 1900年（明治33年）11月30日 - 勲五等瑞宝章[14]
- 1902年（明治35年）5月10日 - 明治三十三年従軍記章[15]
- 1905年（明治38年）5月30日 - 勲四等瑞宝章[16]
- 1906年（明治39年）4月1日 - 功四級金鵄勲章・勲三等旭日中綬章・明治三十七八年従軍記章[17]
- 1909年（明治42年）4月18日 - 皇太子渡韓記念章[18]
- 1915年（大正4年）11月7日 - 旭日重光章・大正三四年従軍記章[19]
- 1920年（大正9年）11月1日 - 勲一等瑞宝章[20]
- 1940年（昭和15年）8月15日 - 紀元二千六百年祝典記念章[21]

## 親族
- 父方の祖父 東郷実友
- 母方の祖父 有村仁左衛門兼善
- 父 東郷実猗
- 義父・伯父 海江田信義（妻の父 母の兄 父の弟の妻の父）
- 母 勢以（海江田信義の妹）[22][23]
- 妻 海江田ハル(海江田信義の次女 いとこ）[22][23]
- 叔父 東郷平八郎（父の弟 母の兄の娘の夫 妻の姉の夫）
- 叔母 海江田テツ（海江田信義の長女 妻の姉）
- 妹の夫 内田政彦（佐世保市長）
- 長男 東郷吉虎（陸軍中尉）
- 娘 鈴木義尾の妻
- 孫 東郷尚武（長男の息子 東京都職員）

東郷家と海江田家は三重結婚でつながっている。有村仁左衛門兼善の二女・勢以（海江田信義の妹）は東郷実猗と結婚。勢以の仲立ちで、東郷平八郎は海江田信義の長女・テツと結婚。さらに、東郷吉太郎（勢以の息子）は海江田信義の次女・海江田ハルと結婚。